# Andreas Trotzke
Andreas Trotzke   (Duisburg, 1983) és un lingüista alemany i professor a la Universitat de Constança. És editor de la revista Pedagogical Linguistics i és conegut sobretot pel seu treball en germanística i lingüística general.

## Vida
A partir de 2003, Trotzke va estudiar germanística, filosofia i sociologia a la Universitat de Münster, on va ser ajudant d'investigació de Franz Hundsnurscher. Va continuar els seus estudis a la Universitat de Friburg de Brisgòvia (es va graduar el 2008 amb un Magister Artium). Es va doctorar el 2010 amb una tesi sobre la pragmàtica de la perifèria esquerra de l'alemany. Del 2009 al 2011 va ser professor de germanística amb Heike Wiese a la Universitat de Potsdam. Del 2011 al 2016 va ser becari postdoctoral amb Josef Bayer a la Universitat de Konstanz i va completar la seva habilitació el 2016 en les assignatures de lingüística general i alemanya. Durant aquest temps també va ser investigador visitant a la Universitat de Califòrnia, San Diego (UCSD) i al Massachusetts Institute of Technology.
Després de la seva habilitació, Trotke va rebre una beca de recerca de la Deutsche Forschungsgemeinschaft (DFG) per a una estada d'un any a la Universitat Stanford. Després va tornar com a "außerplanmäßiger Professor" a la Universitat de Constança .
Com a director del projecte, Trotzke va rebre finançament per a la investigació per part de l'Agence Nationale de la Recherche (ANR), el Deutscher Akademischer Austauschdienst (DAAD), la Deutsche Forschungsgemeinschaft (DFG) i el programa de finançament de la UE Horitzó 2020 (COFUND).
Trotke és editor de la revista Pedagogical Linguistics (John Benjamins) des del 2019, portaveu de la iniciativa docent de la Societat Alemanya de Lingüística (Deutsche Gesellschaft für Sprachwissenschaft, DGfS) des del 2020 i és membre del Gremi de Terminologia Gramatical de l'Institut de Germanística de la Universitat de Leibniz des de 2021.
Trotzke està casat i té un fill. És un corredor de marató i d'ultramarató.

## Homenatges i premis
Trotke ha rebut diversos premis per a exercir com a professor i investigador a universitats estrangeres. El 2017 va ser International Chair 2017: Empirical Foundations of Linguistics a la Universitat de París; el 2018 va ser convidat a la Universitat de Tromsø i a la Universitat de Chicago, el 2018/19 a la Universitat de Bordeus i al CNRS.
Entre el 2019 i el 2021 va ser Research Fellow al Centre de Lingüística Teòrica de la Universitat Autònoma de Barcelona gràcies a la subvenció UE Horizon 2020 COFUND: Functional Categories and Expressive Meaning.

## Publicacions (selecció)

### Llibres
- Josef Bayer, Roland Hinterhölzl & Andreas Trotzke (Hrsg.): Discourse-oriented Syntax. John Benjamins, Amsterdam 2015.
- Andreas Trotzke & Josef Bayer (Hrsg.): Syntactic Complexity across Interfaces. Mouton de Gruyter, Berlin 2015.
- Andreas Trotzke: Rethinking Syntactocentrism: Architectural Issues and Case Studies at the Syntax-Pragmatics Interface. John Benjamins, Amsterdam 2015.
- Andreas Trotzke: The Grammar of Emphasis: From Information Structure to the Expressive Dimension. Mouton de Gruyter, Berlin 2017.
- Andreas Trotzke: Sprachevolution: Eine Einführung. De Gruyter Studium. Mouton de Gruyter, Berlin 2017.
- Andreas Trotzke & Tanja Kupisch (Hrsg.): Formal Linguistics and Language Education: New Empirical Perspectives. Springer, Cham 2020.
- Andreas Trotzke & Xavier Villalba (Hrsg.): Expressive Meaning Across Linguistic Levels and Frameworks. Oxford University Press, Oxford 2021.

### Articles
- Andreas Trotzke & Xavier Villalba. 2021. Expressive insubordination: A cross-linguistic study on that-exclamatives. In Andreas Trotzke & Xavier Villalba (eds.), Expressive Meaning Across Linguistic Levels and Frameworks, 108–120. Oxford University Press, Oxford.
- Andreas Trotzke. 2020. Constructions in minimalism: A functional perspective on cyclicity. Frontiers in Psychology 11, 2152. doi:10.3389/fpsyg.2020.02152
- Andreas Trotzke. 2020. How cool is that! A new ‘construction’ and its theoretical challenges. The Journal of Comparative Germanic Linguistics 23, 327–365. doi:10.1007/s10828-020-09120-2
- Andreas Trotzke & Xavier Villalba. 2020. Exclamatives as responses at the syntax-pragmatics interface. Journal of Pragmatics 168, 139–171. doi:10.1016/j.pragma.2020.06.012
- Andreas Trotzke & Eva Wittenberg. 2019. Long-standing issues in adjective order and corpus evidence for a multifactorial approach. Linguistics 57, 273–282. doi:10.1515/ling-2019-0001
- Andrea Beltrama & Andreas Trotzke. 2019. Conveying emphasis for intensity: Lexical and syntactic strategies. Language and Linguistics Compass 13, e12343. doi:10.1111/lnc3.12343
- Judith Degen, Andreas Trotzke, Gregory Scontras, Eva Wittenberg & Noah Goodman. 2019. Definitely, maybe: A new experimental paradigm for investigating the pragmatics of evidential devices across languages. Journal of Pragmatics 140, 33–48. doi:10.1016/j.pragma.2018.11.015
- Andreas Trotzke. 2018. DP-internal modal particles: A case study of German ja. Studia Linguistica 72, 322–339. doi:10.1111/stul.12052.
- Andreas Trotzke. 2017. A note on pragmatic constraints on syntax. Journal of Linguistics 53, 437–439. doi:10.1017/S0022226716000414
- Andreas Trotzke & Eva Wittenberg. 2017. Expressive particle verbs and conditions on particle fronting. Journal of Linguistics 53, 407–435. doi:10.1017/S0022226716000153
- Andreas Trotzke. 2017. Mirative fronting in German: Experimental evidence. Review of Cognitive Linguistics 15, 460–488. doi:10.1075/rcl.15.2.07tro
- Andreas Trotzke & Stefano Quaglia. 2016. Particle topicalization and German clause structure. The Journal of Comparative Germanic Linguistics 19, 109–141. doi:10.1007/s10828-016-9080-y
- Andreas Trotzke & Giuseppina Turco. 2015. The grammatical reflexes of emphasis: Evidence from German wh-questions. Lingua 168, 37–56. doi:10.1016/j.lingua.2015.09.003
- Andreas Trotzke & Jan-Wouter Zwart. 2014. The complexity of narrow syntax: Minimalism, representational economy, and simplest Merge. In Frederick J. Newmeyer & Laurel B. Preston (eds.), Measuring Grammatical Complexity, 128–147. Oxford University Press, Oxford.
- Andreas Trotzke, Markus Bader & Lyn Frazier. 2013. Third factors and the performance interface in language design. Biolinguistics 7, 1–34.